# Гросрешен
Гросрешен (њем. Großräschen) град је у њемачкој савезној држави Бранденбург. Једно је од 25 општинских средишта округа Обершпревалд-Лаузиц. Према процјени из 2010. у граду је живјело 10.697 становника. Посједује регионалну шифру (AGS) 12066112.

## Географски и демографски подаци
Гросрешен се налази у савезној држави Бранденбург у округу Обершпревалд-Лаузиц. Град се налази на надморској висини од 115 m. Површина општине износи 81,3 km². У самом граду је, према процјени из 2010. године, живјело 10.697 становника. Просјечна густина становништва износи 132 становника/km².